# Janvier 1945
Cette page présente les faits marquants du mois de janvier 1945.
Les événements concernant la Seconde Guerre mondiale sont détaillés dans l'article Janvier 1945 (Seconde Guerre mondiale).

## Événements
- France : Maurice Thorez approuve la dissolution des milices patriotiques et fait prévaloir au Comité central du PCF une ligne légaliste de conquête du pouvoir par l’intérieur.
- Égypte : le Premier ministre Ahmad Mahir Pacha organise des élections qui sont boycottées par le Wafd. Les partis du gouvernement remportent la majorité des sièges parlementaires. L’Égypte déclare alors la guerre aux puissances de l’Axe, entraînant le mécontentement des forces politiques radicales.
  - La Grande-Bretagne décide de réduire sa subvention à l’Arabie saoudite tandis que les États-Unis maintiennent la leur. Ils envoient une mission militaire chargée d’instruire l’armée saoudienne et obtiennent la possibilité d’établir une base militaire à Dhahran. De retour de Yalta, Roosevelt rencontre Ibn Sa’ud en mer Rouge sur le croiseur le Quincy.
- Janvier - février : en Indochine française, pour fuir la terrible famine qui ravage le Tonkin, des populations entament un exode pour rejoindre les régions ayant censément connu une meilleure récolte. 50 000 personnes environ périssent durant les déplacements de population : le nombre de victimes de la famine se monte au minimum à plusieurs centaines de milliers.

- 1er janvier :
  - les Allemands lancent l'opération Bodenplatte qui vise à détruire un maximum d'avions alliés au sol. 900 appareils sont engagés, ils détruiront 465 appareils mais en perdront 220. Il s'agit de la dernière offensive aérienne allemande d'importance.
  - opération Nordwind en Alsace du nord et en Lorraine (fin le 25 janvier);
  - Entrée en vigueur en Suisse de la loi fédérale du 16 décembre 1943 relative à l'organisation judiciaire.

- 2 janvier : Charles de Gaulle refuse l'ordre américain d'évacuer Strasbourg.

- 3 janvier (Birmanie) : les Britanniques prennent l'île d'Akyab et la Force 136 commence à livrer des armes aux « résistants » birmans.

- 4 janvier : à Paris, les Actualités françaises relancent la diffusion de la presse filmée.

- 5 janvier : la 1re armée française défend Strasbourg.

- 9 janvier (Philippines) : les Américains débarquent sur l’île de Luçon avec 67 000 hommes

- 12 janvier : offensive Vistule-Oder lancée par l'Armée rouge.

- 15 janvier : libération du camp de concentration de Plaszow (Cracovie) par les soviétiques.

- 16 janvier :
  - Ordonnance de nationalisation des usines Renault pour cause de collaboration et création de la « Régie Renault ».
  - Jonction à Houffalize des Ire et IIIe armées américaines. L’offensive allemande des Ardennes est brisée.

- 17 janvier : entrée de l'Armée rouge (Joukov) à Varsovie.

- 19 janvier : procès de Robert Brasillach. Il est condamné à mort.

- 20 janvier :
  - les SS font sauter les fours crématoires II et III du camp d'extermination d'Auschwitz-Birkenau;
  - le gouvernement provisoire hongrois soutenu par les Soviétiques signe l’armistice à Moscou et lance de grandes réformes, notamment en confisquant les propriétés féodales et ecclésiastiques.

- 23 janvier : l’armée soviétique atteint l’Oder. La Haute-Silésie est sous contrôle soviétique à la fin du mois pendant que Joukov au Nord entre en Poméranie.

- 25 janvier :
  - La 26e division indienne débarque sur l'île birmane de Ramree, prend la ville de Kyaukpyu et occupe désormais toute la péninsule de Myebon (27 janvier). Le blocus japonais de la Chine est brisé, les forces chinoises font la jonction sur la route de Birmanie totalement dégagée.
  - Procès et condamnation à la réclusion perpétuelle de Charles Maurras.

- 27 janvier :
  - La bataille des Ardennes finit officiellement.
  - les SS font sauter le dernier four crématoire d'Auschwitz-Birkenau;
  - libération du camp de concentration d'Auschwitz par les troupes soviétiques, où il reste 5 000 prisonniers.

- 28 janvier : le premier convoi parti d'Inde et ayant pris la route de Birmanie, rebaptisée « route Stilwell » par Tchang Kaï-chek, arrive en Chine.

- 30 janvier : le Wilhelm Gustloff avec plus de 10 000 réfugiés venus du port de Gotenhafen dans la baie de Dantzig est coulé par trois torpilles du sous-marin soviétique S-13. Entre 5 300 et 9 300 personnes périssent dans la mer Baltique.

- 31 janvier : les troupes soviétiques franchissent l'Oder.

## Naissances
- 1er janvier : Jacky Ickx, coureur automobile F1 belge.
- 5 janvier : John Maloney, avocat et homme politique canadien.
- 6 janvier : Barry John, joueur de rugby à XV britannique († 4 février 2024).
- 7 janvier : Raila Odinga, Homme d'État kényan.
- 8 janvier : Kadir Topbaş, homme politique turc († 13 février 2021).
- 10 janvier : Rod Stewart, chanteur de rock britannique.
- 16 janvier : Alain Françon, auteur et metteur en scène de théâtre français.
- 17 janvier : Geir Lundestad, historien norvégien, directeur de l'Institut Nobel († 22 septembre 2023).
- 20 janvier : Bernd Theilen, homme politique allemand.
- 22 janvier :
  - Saïda Agrebi, femme politique tunisienne.
  - Christoph Schönborn, cardinal autrichien, archevêque de Vienne.
- 23 janvier : 
  - Mike Harris, premier ministre de l'Ontario.
  - Joseph Owona, professeur de droit public et homme d’État camerounais († 6 janvier 2024).
- 25 janvier : Sławomir Idziak, directeur de photographie polonais
- 26 janvier : Ibrahim Boubacar Keïta homme politique malien, président de la République du Mali. († 16 janvier 2022).
- 27 janvier :
  - Nick Mason, batteur des Pink Floyd.
  - Joe Ghiz premier ministre de l'Île-du-Prince-Édouard.
- 28 janvier : Marthe Keller, actrice.
- 29 janvier : Tom Selleck, acteur américain.

## Décès
- 6 janvier : Vladimir Vernadsky, géologue russe.
- 6 janvier : Edith Frank, mère d'Anne Frank et Margot Frank, succombe à l'épuisement au camp d'Auschwitz.
- 19 janvier : (Disparition de) Régis Messac, écrivain français.
- 28 janvier : Roza legorovna Chanina, Tireur d'élite soviétique de la Seconde Guerre mondiale, tuée au combat.